# DOCOMO DREAM CALL
DOCOMO DREAM CALL（ドコモ・ドリームコール）は、TOKYO FMをキーステーションに、JFN加盟38局（唯一未ネットだったレディオキューブ FM三重は2009年2月よりネット開始）ネットで、2008年10月から2010年3月まで放送されたラジオ番組。渋谷スペイン坂スタジオからの公開生放送。NTTドコモの一社提供。
2008年10月4日放送開始。カウントダウンステーションの第4部として編成され、パーソナリティは前番組「DOCOMO Hits from the Heart」から引き続き松本ともこが担当。2009年4月以降は15時台に2番組が編成される形となり、事実上の第5部となった。
かつてTFM系で放送され、ドコモの親会社、NTTがスポンサーだった「NTTドリームコーリング」の21世紀版といえる。

## 概要
- 『憧れのアーティストと生電話』というコンセプトの元、リスナーに寄せられた質問や曲の感想などをリスナーがゲストアーティストに直接生電話で話す番組。
- 2009年9月26日放送分までは、全編に渡って、生電話を行っていたが、翌週10月3日放送分から、ゲストにゆかりのあるアーティストが留守番電話にメッセージを残したり、生電話でトークをしたりする内容にリニューアルされた。
- なお、番組中に回答できなかった質問の一部は番組終了後に番組サイトにアップされ、ゲストアーティストが正確に回答していた。

## シリーズの終焉とその後
2010年3月27日をもって番組終了。これにより2003年10月から開始した『DOCOMO Hits from the Heart』から開始したNTTドコモの一社提供による土曜昼の番組シリーズは6年半の放送に幕を閉じ、1994年4月から開始したカウントダウンステーションというプログラムが16年の歴史に幕を降ろし、同プログラムの『THE GOLDEN HITSシリーズ』時代から15年半にわたってパーソナリティを担当していた松本ともこがこの番組を最後に勇退した。
土曜日16時枠の後番組は翌週4月3日よりKIRIN提供の『KIRIN BEER "Good Luck" LIVE』がである。
なお、ドコモ一社提供枠は4月4日より日曜日22時枠に『DOCOMOシーソーメール〜SHE SAW MAIL〜』、及び4月10日より土曜朝8時枠に『DOCOMO LOVE Family』といった2つの1時間番組が放送開始。ただし、どちらの番組もこれまでのように全国ネットではなく、TFMローカルである。

## ネット局
- 東京都：TOKYO FM ※製作局
- 北海道：AIR-G'
- 青森県：AFB
- 岩手県：FM IWATE
- 宮城県：Date fm
- 秋田県：AFM
- 山形県：Boy-FM（現Rhythm station）
- 福島県：ふくしまFM
- 栃木県：RADIO BERRY
- 群馬県：FMぐんま
- 新潟県：FM-NIIGATA
- 富山県：FMとやま
- 石川県：HELLO FIVE
- 福井県：FM福井
- 長野県：FM長野
- 岐阜県：Radio80（現FM GIFU）
- 静岡県：K-mix
- 愛知県：FM AICHI（現@FM）
- 三重県：レディオキューブ FM三重（2009.2～）

- 滋賀県：e-radio
- 大阪府：FM OSAKA（現FM OH!）
- 兵庫県：Kiss-FM KOBE（現Kiss FM KOBE）
- 鳥取県・島根県：V-air
- 岡山県：FM岡山
- 広島県：HFM
- 山口県：FMY
- 香川県：FM香川 be file 786
- 徳島県：FM徳島
- 愛媛県：JOEU-FM
- 高知県：Hi-Six
- 福岡県：FM FUKUOKA
- 佐賀県：FMS
- 長崎県：fm nagasaki
- 熊本県：FMK
- 大分県：Air-Radio FM88
- 宮崎県：JOY FM
- 鹿児島県：μFM
- 沖縄県：FM沖縄